# Palaeorhiza sanguinea
Palaeorhiza sanguinea là một loài Hymenoptera trong họ Colletidae. Loài này được Hirashima mô tả khoa học năm 1982.